# Estación Correa
Correa es una estación ferroviaria ubicada en la localidad del mismo nombre en el Departamento Iriondo, Provincia de Santa Fe, Argentina.

## Historia
Construida por el Ferrocarril Central Argentino, cuando buscaba llegar a la capital cordobesa. Entre 1977 y 2021, estuvo cerrada, clausurada e incluso usurpada, pero con el trabajo de vecinos y la comuna de la localidad, se reconstruyó trabajando en la mampostería y su estructura, para dejarla tal y cual como era antaño. 

## Servicios
La estación corresponde al Ferrocarril General Bartolomé Mitre de la red ferroviaria argentina. Hoy está concesionada a la empresa de cargas Nuevo Central Argentino (NCA)
Con operaciones de pasajeros desde el 23 de octubre de 2021, por sus vías transitan los servicios Retiro-Córdoba de la empresa estatal Trenes Argentinos Operaciones, haciendo parada desde la misma fecha.
Desde el 5 de agosto de 2022, es parada intermedia del servicio metropolitano de pasajeros entre Rosario Norte y Cañada de Gómez.